# Тварини Криму, занесені до Червоної книги України
Список тварин Криму, занесених до Червоної книги України.

## Статистика
До списку входить 316 видів тварин, з них:
- Кільчастих червів 5;
- Членистоногих — 171;
- Молюсків — 6;
- Хордових — 134.

Серед них за природоохоронним статусом: 
- Вразливих — 109;
- Рідкісних — 120;
- Недостатньо відомих  — 10;
- Неоцінених — 15;
- Зникаючих — 57;
- Зниклих — 5.

## Список видів
| № п/п | Українська назва виду                               | Латинська назва виду           | Природоохоронний статус | Тип             |
| ----- | --------------------------------------------------- | ------------------------------ | ----------------------- | --------------- |
| 1     | Аврора біла                                         | Euchloe ausonia                | Вразливий               | Членистоногі    |
| 2     | Амофіла сарептська                                  | Ammophila sareptana            | Рідкісний               | Членистоногі    |
| 3     | Анадримадуза Ретовського                            | Anadrymadusa retowskii         | Вразливий               | Членистоногі    |
| 4     | Андрена велика                                      | Andrena magna                  | Рідкісний               | Членистоногі    |
| 5     | Андрена золотонога                                  | Andrena chrysopus              | Рідкісний               | Членистоногі    |
| 6     | Андрена ошатна                                      | Andrena ornata                 | Рідкісний               | Членистоногі    |
| 7     | Андрена червоноплямиста                             | Andrena stigmatica             | Рідкісний               | Членистоногі    |
| 8     | Аноплій самарський                                  | Anoplius samariensis           | Рідкісний               | Членистоногі    |
| 9     | Антофора коренаста                                  | Anthophora robusta             | Рідкісний               | Членистоногі    |
| 10    | Антофора чорновійчаста                              | Anthophora atricilla           | Рідкісний               | Членистоногі    |
| 11    | Аполлон                                             | Parnassius apollo              | Зникаючий               | Членистоногі    |
| 12    | Арге Беккера                                        | Arge beckeri                   | Рідкісний               | Членистоногі    |
| 13    | Арноглось середземноморська, камбала Кесслера       | Arnoglossus kessleri           | Вразливий               | Хордові         |
| 14    | Архірилея чорна                                     | Archirilleya inopinata         | Рідкісний               | Членистоногі    |
| 15    | Аскалаф строкатий                                   | Libelloides macaronius         | Вразливий               | Членистоногі    |
| 16    | Афаліна                                             | Tursiops truncatus             | Рідкісний               | Хордові         |
| 17    | Бабка перев'язана                                   | Sympetrum pedemontanum         | Вразливий               | Членистоногі    |
| 18    | Баклан малий                                        | Phalacrocorax pygmeus          | Зникаючий               | Хордові         |
| 19    | Баклан чубатий                                      | Phalacrocorax aristotelis      | Зникаючий               | Хордові         |
| 20    | Балабан                                             | Falco cherrug                  | Вразливий               | Хордові         |
| 21    | Бджола-муляр Лефебвра (бджола-ліпниця Лефебвра)     | Megachile lefebvrei            | Зникаючий               | Членистоногі    |
| 22    | Бистрик короткокрилий                               | Ocypus curtipennis             | Вразливий               | Членистоногі    |
| 23    | Бичок Букчича, бичок рись                           | Gobius bucchichi               | Рідкісний               | Хордові         |
| 24    | Бичок паганель                                      | Gobius paganellus              | Рідкісний               | Хордові         |
| 25    | Бичок-пуголовок зірчастий                           | Benthophilus stellatus         | Рідкісний               | Хордові         |
| 26    | Бичок-пуголовочок Браунера                          | Benthophiloides brauneri       | Рідкісний               | Хордові         |
| 27    | Білозубка велика                                    | Crocidura leucodon             | Недостатньо відомий     | Хордові         |
| 28    | Білуга звичайна                                     | Huso huso                      | Зникаючий               | Хордові         |
| 29    | Боліварія короткокрила                              | Bolivaria brachyptera          | Вразливий               | Членистоногі    |
| 30    | Бопс смугастий                                      | Boops boops                    | Недостатньо відомий     | Хордові         |
| 31    | Боривітер степовий                                  | Falco naumanni                 | Зникаючий               | Хордові         |
| 32    | Бражник карликовий                                  | Sphingonaepiopsis gorgoniades  | Рідкісний               | Членистоногі    |
| 33    | Бражник мертва голова                               | Acherontia atropos             | Рідкісний               | Членистоногі    |
| 34    | Бражник південний молочайний                        | Hyles nicaea                   | Рідкісний               | Членистоногі    |
| 35    | Бражник прозерпіна                                  | Proserpinus proserpina         | Рідкісний               | Членистоногі    |
| 36    | Бражник скабіозовий                                 | Hemaris tityus                 | Рідкісний               | Членистоногі    |
| 37    | Бражник хорватський                                 | Hemaris croatica               | Рідкісний               | Членистоногі    |
| 38    | Бранхінекта лякаюча                                 | Branchinecta ferox             | Недостатньо відомий     | Членистоногі    |
| 39    | Бранхінектела середня                               | Branchinectella media          | Вразливий               | Членистоногі    |
| 40    | Бранхінела колюча                                   | Branchinella spinosa           | Вразливий               | Членистоногі    |
| 41    | Бранхіпус Шаффера                                   | Branchipus schaefferi          | Рідкісний               | Членистоногі    |
| 42    | Брахіцерус зморшкуватий                             | Brachycerus sinuatus           | Недостатньо відомий     | Членистоногі    |
| 43    | Бронзівка особлива                                  | Protaetia speciosa             | Вразливий               | Членистоногі    |
| 44    | Ведмедиця-господиня                                 | Callimorpha dominula           | Вразливий               | Членистоногі    |
| 45    | Велетенський мурашиний лев західний                 | Acanthaclisis occitanica       | Зникаючий               | Членистоногі    |
| 46    | Вечірниця велетенська                               | Nyctalus lasiopterus           | Зникаючий               | Хордові         |
| 47    | Вечірниця мала                                      | Nyctalus leisleri              | Рідкісний               | Хордові         |
| 48    | Вечірниця руда                                      | Nyctalus noctula               | Вразливий               | Хордові         |
| 49    | Волохатий краб                                      | Pilumnus hirtellus             | Неоцінений              | Членистоногі    |
| 50    | Вусач альпійський                                   | Rosalia alpina                 | Вразливий               | Членистоногі    |
| 51    | Вусач великий дубовий                               | Cerambyx cerdo                 | Вразливий               | Членистоногі    |
| 52    | Вусач земляний Мокржецького                         | Dorcadion mokrzheckii          | Рідкісний               | Членистоногі    |
| 53    | Вусач земляний хрестоносець (коренеїд хрестоносець) | Dorcadion equestre             | Вразливий               | Членистоногі    |
| 54    | Вусач-червонокрил Келлера                           | Purpuricenus kaehleri          | Вразливий               | Членистоногі    |
| 55    | Вухань звичайний                                    | Plecotus auritus               | Вразливий               | Хордові         |
| 56    | Гадюка степова                                      | Vipera renardi                 | Вразливий               | Хордові         |
| 57    | Галикт луганський                                   | Halictus luganicus             | Рідкісний               | Членистоногі    |
| 58    | Гекон середземноморський                            | Mediodactylus kotschyi         | Зникаючий               | Хордові         |
| 59    | Гептагенія Самоха                                   | Heptagenia samochai            | Вразливий               | Членистоногі    |
| 60    | Глотківка Щоголева                                  | Erpobbdella stschhegolewi      | Вразливий               | Кільчасті черви |
| 61    | Гмеліна маленька                                    | Gmelina pusilla                | Вразливий               | Членистоногі    |
| 62    | Гоголь                                              | Bucephala clangula             | Рідкісний               | Хордові         |
| 63    | Голуб-синяк                                         | Columba oenas                  | Вразливий               | Хордові         |
| 64    | Горбань темний                                      | Sciaena umbra                  | Рідкісний               | Хордові         |
| 65    | Гребінчастий губань золотистий                      | Ctenolabrus rupestris          | Рідкісний               | Хордові         |
| 66    | Гриф чорний                                         | Aegypius monachus              | Вразливий               | Хордові         |
| 67    | Губань зелений                                      | Labrus viridis                 | Рідкісний               | Хордові         |
| 68    | Гуска мала (гуска білолоба мала)                    | Anser erythropus               | Вразливий               | Хордові         |
| 69    | Дазипода шипоносна (мохнонога бджола шипоносна)     | Dasypoda spinigera             | Рідкісний               | Членистоногі    |
| 70    | Дельфін звичайний (білобочка)                       | Delphinus delphis              | Неоцінений              | Хордові         |
| 71    | Дерихвіст лучний                                    | Glareola pratincola            | Рідкісний               | Хордові         |
| 72    | Дерихвіст степовий                                  | Glareola nordmanni             | Зникаючий               | Хордові         |
| 73    | Джміль вірменський                                  | Bombus armeniacus              | Зникаючий               | Членистоногі    |
| 74    | Джміль глинистий                                    | Bombus argillaceus             | Вразливий               | Членистоногі    |
| 75    | Джміль лезус                                        | Bombus laesus                  | Вразливий               | Членистоногі    |
| 76    | Джміль моховий                                      | Bombus muscorum                | Рідкісний               | Членистоногі    |
| 77    | Джміль оперезаний                                   | Bombus zonatus                 | Рідкісний               | Членистоногі    |
| 78    | Джміль пахучий                                      | Bombus fragrans                | Зникаючий               | Членистоногі    |
| 79    | Джміль червонуватий                                 | Bombus ruderatus               | Рідкісний               | Членистоногі    |
| 80    | Джміль яскравий                                     | Bombus pomorum                 | Вразливий               | Членистоногі    |
| 81    | Дибка степова                                       | Saga pedo                      | Рідкісний               | Членистоногі    |
| 82    | Дисцелія зональна                                   | Discoelius zonalis             | Рідкісний               | Членистоногі    |
| 83    | Довгокрил звичайний                                 | Miniopterus schreibersii       | Зниклий                 | Хордові         |
| 84    | Дозорець-імператор                                  | Anax imperator                 | Вразливий               | Членистоногі    |
| 85    | Долерус степовий                                    | Dolerus ciliatus               | Рідкісний               | Членистоногі    |
| 86    | Дрохва                                              | Otis tarda                     | Зникаючий               | Хордові         |
| 87    | Евмен трикрапковий                                  | Eumenes tripunctatus           | Вразливий               | Членистоногі    |
| 88    | Евхальція різнобарвна                               | Euchalcia variabilis           | Рідкісний               | Членистоногі    |
| 89    | Евцера вірменська (довговуса бджола вірменська)     | Eucera armeniaca               | Рідкісний               | Членистоногі    |
| 90    | Екдіонурус єдиний                                   | Ecdyonurus solus               | Зникаючий               | Членистоногі    |
| 91    | Ембія реліктова                                     | Haploembia solieri             | Рідкісний               | Членистоногі    |
| 92    | Емпуза смугаста                                     | Empusa fasciata                | Вразливий               | Членистоногі    |
| 93    | Жабоп'явка алжирська                                | Batracobdella algira           | Вразливий               | Кільчасті черви |
| 94    | Жайворонок сірий                                    | Calandrella rufescens          | Неоцінений              | Хордові         |
| 95    | Жиряк гладенький                                    | Liparus laevigatus             | Рідкісний               | Членистоногі    |
| 96    | Жовтопуз безногий, жовтопузик                       | Pseudopus apodus               | Зникаючий               | Хордові         |
| 97    | Жужелиця дама                                       | Carterus dama                  | Рідкісний               | Членистоногі    |
| 98    | Жужелиця Шевролата                                  | Parazuphium chevrolati         | Рідкісний               | Членистоногі    |
| 99    | Жук-олень, рогач звичайний                          | Lucanus cervus                 | Рідкісний               | Членистоногі    |
| 100   | Журавель степовий                                   | Anthropoides virgo             | Зникаючий               | Хордові         |
| 101   | Зегрис Евфема                                       | Zegris eupheme                 | Зникаючий               | Членистоногі    |
| 102   | Зеленушка носата                                    | Symphodus rostratus            | Вразливий               | Хордові         |
| 103   | Зеус звичайний, сонцевик звичайний                  | Zeus faber                     | Рідкісний               | Хордові         |
| 104   | Змієїд                                              | Circaetus gallicus             | Рідкісний               | Хордові         |
| 105   | Золотомушка червоночуба                             | Regulus ignicapillus           | Неоцінений              | Хордові         |
| 106   | Зубарик грубоклубий                                 | Merodon crassifemoris          | Зникаючий               | Членистоногі    |
| 107   | Зубарик звичайний                                   | Diplodus puntazzo              | Неоцінений              | Хордові         |
| 108   | Зубарик стегнуватий                                 | Merodon femoratoides           | Вразливий               | Членистоногі    |
| 109   | Зубарик чорнолапий                                  | Merodon nigritarsis            | Рідкісний               | Членистоногі    |
| 110   | Ірис плямистий                                      | Iris polystictica              | Рідкісний               | Членистоногі    |
| 111   | Кажан пізній                                        | Eptesicus serotinus            | Вразливий               | Хордові         |
| 112   | Казарка червоновола                                 | Rufibrenta ruficollis          | Вразливий               | Хордові         |
| 113   | Каламеута жовта                                     | Calameuta idolon               | Вразливий               | Членистоногі    |
| 114   | Кам'яний окунь зебра                                | Serranus scriba                | Рідкісний               | Хордові         |
| 115   | Канюк степовий                                      | Buteo rufinus                  | Рідкісний               | Хордові         |
| 116   | Каптурниця пишна                                    | Cucullia magnifica             | Рідкісний               | Членистоногі    |
| 117   | Каптурниця срібляста                                | Cucullia argentina             | Рідкісний               | Членистоногі    |
| 118   | Карась звичайний, карась золотий                    | Carassius carassius            | Вразливий               | Хордові         |
| 119   | Кефаль рамада                                       | Liza ramada                    | Рідкісний               | Хордові         |
| 120   | Ковалик Паррейса                                    | Alaus parreyssi                | Зникаючий               | Членистоногі    |
| 121   | Кольпа Клюге (кампсосколія жовтоволоса)             | Colpa klugii                   | Зникаючий               | Членистоногі    |
| 122   | Комарівка італійська                                | Bittacus italicus              | Вразливий               | Членистоногі    |
| 123   | Коранус сірий                                       | Coranus griseus                | Рідкісний               | Членистоногі    |
| 124   | Коровайка                                           | Plegadis falcinellus           | Вразливий               | Хордові         |
| 125   | Короткопера риба-присосок двоплямиста               | Diplecogaster bimaculatus      | Рідкісний               | Хордові         |
| 126   | Косар                                               | Platalea leucorodia            | Вразливий               | Хордові         |
| 127   | Кошеніль польська                                   | Porphyropha polonica           | Недостатньо відомий     | Членистоногі    |
| 128   | Красик веселий (Пістрянка весела)                   | Zygaena laeta                  | Зникаючий               | Членистоногі    |
| 129   | Красик понтійський (Пістрянка понтійська)           | Zygaena sedi                   | Рідкісний               | Членистоногі    |
| 130   | Красновуска Маккара                                 | Callicera macquarti            | Зникаючий               | Членистоногі    |
| 131   | Красотіл пахучий                                    | Calosoma sycophanta            | Вразливий               | Членистоногі    |
| 132   | Красуня блискуча кримська                           | Calopteryx splendens taurica   | Вразливий               | Членистоногі    |
| 133   | Крех середній (крех довгоносий)                     | Mergus serrator                | Вразливий               | Хордові         |
| 134   | Криптохіл кільчастий                                | Cryptocheilus alternatus       | Рідкісний               | Членистоногі    |
| 135   | Криптохіл червонуватий                              | Cryptocheilus rubellus         | Рідкісний               | Членистоногі    |
| 136   | Крячок каспійський                                  | Hydroprogne caspia             | Вразливий               | Хордові         |
| 137   | Крячок малий                                        | Sterna albifrons               | Рідкісний               | Хордові         |
| 138   | Ксанто пореса                                       | Xantho poressa                 | Недостатньо відомий     | Членистоногі    |
| 139   | Ксилокопа звичайна (бджола-тесляр звичайна)         | Xylocopa valga                 | Рідкісний               | Членистоногі    |
| 140   | Ксилокопа райдужна (бджола-тесляр райдужна)         | Xylocopa iris                  | Зникаючий               | Членистоногі    |
| 141   | Ксилокопа фіолетова (бджола-тесляр фіолетова)       | Xylocopa violacea              | Рідкісний               | Членистоногі    |
| 142   | Ксифідрія строката                                  | Xiphydria picta                | Вразливий               | Членистоногі    |
| 143   | Ктир велетенський                                   | Satanas gigas                  | Вразливий               | Членистоногі    |
| 144   | Кубіталія чорна                                     | Cubitalia morio                | Рідкісний               | Членистоногі    |
| 145   | Кулик-довгоніг (ходуличник)                         | Himantopus himantopus          | Вразливий               | Хордові         |
| 146   | Кулик-сорока                                        | Haematopus ostralegus          | Вразливий               | Хордові         |
| 147   | Кульон великий (кроншнеп великий)                   | Numenius arquata               | Зникаючий               | Хордові         |
| 148   | Кульон середній (кроншнеп середній)                 | Numenius phaeopus              | Зникаючий               | Хордові         |
| 149   | Кульон тонкодзьобий (кроншнеп тонкодзьобий)         | Numenius tenuirostris          | Зникаючий               | Хордові         |
| 150   | Кутора мала                                         | Neomys anomalus                | Рідкісний               | Хордові         |
| 151   | Лаврак європейський                                 | Dicentrarchus labrax           | Неоцінений              | Хордові         |
| 152   | Лебідь малий                                        | Cygnus bewickii                | Рідкісний               | Хордові         |
| 153   | Левкомігус білосніжний                              | Leucomigus candidatus          | Рідкісний               | Членистоногі    |
| 154   | Левкоринія білолоба                                 | Leucorrhinia albifrons         | Зникаючий               | Членистоногі    |
| 155   | Лежень                                              | Burhinus oedicnemus            | Неоцінений              | Хордові         |
| 156   | Лилик двоколірний                                   | Vespertilio murinus            | Вразливий               | Хордові         |
| 157   | Ліксус катрановий                                   | Lixus canescens                | Рідкісний               | Членистоногі    |
| 158   | Лісмата щетинконога                                 | Lysmata seticaudata            | Вразливий               | Членистоногі    |
| 159   | Лосось чорноморський                                | Salmo labrax                   | Зникаючий               | Хордові         |
| 160   | Лунь лучний                                         | Circus pygargus                | Вразливий               | Хордові         |
| 161   | Лунь польовий                                       | Circus cyaneus                 | Рідкісний               | Хордові         |
| 162   | Лунь степовий                                       | Circus macrourus               | Зникаючий               | Хордові         |
| 163   | Лярра анафемська                                    | Larra anathema                 | Неоцінений              | Членистоногі    |
| 164   | Мантіспа штирійська                                 | Mantispa styriaca              | Рідкісний               | Членистоногі    |
| 165   | Марена кримська                                     | Barbus tauricus                | Зникаючий               | Хордові         |
| 166   | Мармуровий краб                                     | Pachygrapsus marmoratus        | Рідкісний               | Членистоногі    |
| 167   | Мартин каспійський (реготун чорноголовий)           | Larus ichthyaetus              | Зникаючий               | Хордові         |
| 168   | Махаон                                              | Papilio machaon                | Вразливий               | Членистоногі    |
| 169   | Мегалодонт середній                                 | Megalodontes medius            | Рідкісний               | Членистоногі    |
| 170   | Мегахіла Жіро (бджола-листоріз Жіро)                | Megachile giraudi              | Рідкісний               | Членистоногі    |
| 171   | Мелітурга булавовуса                                | Melitturga clavicornis         | Вразливий               | Членистоногі    |
| 172   | Мишівка степова                                     | Sicista subtilis               | Зникаючий               | Хордові         |
| 173   | Мідянка звичайна                                    | Coronella austriaca            | Вразливий               | Хордові         |
| 174   | Мізида аномальна                                    | Hemimysis anomala              | Зникаючий               | Членистоногі    |
| 175   | Мізида зубчаста                                     | Hemimysis serrata              | Зникаючий               | Членистоногі    |
| 176   | Могильник                                           | Aquila heliaca                 | Рідкісний               | Хордові         |
| 177   | Морська голка товсторила                            | Syngnathus variegatus          | Вразливий               | Хордові         |
| 178   | Морська голка тонкорила                             | Syngnathus tenuirostris        | Вразливий               | Хордові         |
| 179   | Морська свиня (азовка)                              | Phocoena phocoena              | Вразливий               | Хордові         |
| 180   | Морський коник довгорилий                           | Hippocampus guttulatus         | Вразливий               | Хордові         |
| 181   | Морський чорт європейський                          | Lophius piscatorius            | Вразливий               | Хордові         |
| 182   | Мухоловка звичайна                                  | Scutigera coleoptrata          | Рідкісний               | Членистоногі    |
| 183   | Нетопир звичайний                                   | Pipistrellus pipistrellus      | Вразливий               | Хордові         |
| 184   | Нетопир кажановидний                                | Hypsugo savii                  | Рідкісний               | Хордові         |
| 185   | Нетопир Натузіуса                                   | Pipistrellus nathusii          | Неоцінений              | Хордові         |
| 186   | Нетопир середземноморський                          | Pipistrellus kuhlii            | Вразливий               | Хордові         |
| 187   | Нічниця вусата                                      | Myotis mystacinus              | Вразливий               | Хордові         |
| 188   | Нічниця гостровуха                                  | Myotis blythii                 | Вразливий               | Хордові         |
| 189   | Нічниця Наттерера                                   | Myotis nattereri               | Вразливий               | Хордові         |
| 190   | Носатка-листовидка                                  | Libythea celtis                | Рідкісний               | Членистоногі    |
| 191   | Огар                                                | Tadorna ferruginea             | Вразливий               | Хордові         |
| 192   | Оксиетира жовтовуса                                 | Oxyethira flavicornis          | Вразливий               | Членистоногі    |
| 193   | Оксихілюс Кобельта                                  | Oxychilus kobelti              | Вразливий               | Молюски         |
| 194   | Оніхоптерохеілюс Палласа                            | Onychopterocheilus pallasii    | Зникаючий               | Членистоногі    |
| 195   | Онкоцефал кримський                                 | Oncocephalus paternus          | Недостатньо відомий     | Членистоногі    |
| 196   | Орел степовий                                       | Aquila rapax                   | Зникаючий               | Хордові         |
| 197   | Орлан-білохвіст                                     | Haliaeetus albicilla           | Рідкісний               | Хордові         |
| 198   | Орусус паразитичний                                 | Orussus abietinus              | Рідкісний               | Членистоногі    |
| 199   | Осетер атлантичний                                  | Acipenser sturio               | Зниклий                 | Хордові         |
| 200   | Осетер російський                                   | Acipenser gueldenstaedtii      | Вразливий               | Хордові         |
| 201   | Осетер шип                                          | Acipenser nudiventris          | Зниклий                 | Хордові         |
| 202   | Пагель червоний                                     | Pagellus erythrinus            | Недостатньо відомий     | Хордові         |
| 203   | Паравеспа царська                                   | Paravespa rex                  | Вразливий               | Членистоногі    |
| 204   | Пахіцефус степовий                                  | Pachycephus cruentatus         | Зникаючий               | Членистоногі    |
| 205   | Пелікан рожевий                                     | Pelecanus onocrotalus          | Зникаючий               | Хордові         |
| 206   | Перистома мердвенева                                | Peristoma merduenianum         | Вразливий               | Молюски         |
| 207   | Пилкохвіст Болдирева                                | Poecilimon boldyrevi           | Зникаючий               | Членистоногі    |
| 208   | Пилкохвіст лісовий                                  | Poecilimon schmidtii           | Вразливий               | Членистоногі    |
| 209   | Пилкохвіст Плігінського                             | Poecilimon pliginskii          | Зникаючий               | Членистоногі    |
| 210   | Підковоніс великий                                  | Rhinolophus ferrumequinum      | Вразливий               | Хордові         |
| 211   | Підковоніс малий                                    | Rhinolophus hipposideros       | Вразливий               | Хордові         |
| 212   | Піскара бура                                        | Callionymus pussilus           | Рідкісний               | Хордові         |
| 213   | Піскара сіра                                        | Callionymus risso              | Рідкісний               | Хордові         |
| 214   | Пісочник морський (зуйок морський)                  | Charadrius alexandrinus        | Вразливий               | Хордові         |
| 215   | Подалірій                                           | Iphiclides podalirius          | Вразливий               | Членистоногі    |
| 216   | Поліксена                                           | Zerynthia polyxena             | Вразливий               | Членистоногі    |
| 217   | Полоз жовточеревий, полоз каспійський               | Hierophis caspius              | Вразливий               | Хордові         |
| 218   | Полоз леопардовий                                   | Zamenis situla                 | Зникаючий               | Хордові         |
| 219   | Полоз сарматський, полоз Палласів                   | Elaphe sauromates              | Вразливий               | Хордові         |
| 220   | Прісноводний краб                                   | Potamon tauricum               | Зникаючий               | Членистоногі    |
| 221   | Псевдофаенопс Якобсона                              | Pseudophaenops jacobsoni       | Вразливий               | Членистоногі    |
| 222   | Пугач                                               | Bubo bubo                      | Рідкісний               | Хордові         |
| 223   | Пухівка (гага звичайна)                             | Somateria mollissima           | Вразливий               | Хордові         |
| 224   | П'явка аптечна                                      | Hirudo verbana                 | Вразливий               | Кільчасті черви |
| 225   | Равлик кришечковий струмковий                       | Pomatias rivulare              | Вразливий               | Молюски         |
| 226   | Риба-присосок європейська                           | Lepadogaster lepadogaster      | Рідкісний               | Хордові         |
| 227   | Риба-присосок товсторила                            | Lepadogaster candolii          | Рідкісний               | Хордові         |
| 228   | Рибець малий                                        | Vimba tenella                  | Зниклий                 | Хордові         |
| 229   | Рогохвіст-авгур                                     | Urocerus augur                 | Рідкісний               | Членистоногі    |
| 230   | Савка                                               | Oxyura leucocephala            | Зникаючий               | Хордові         |
| 231   | Сапіга-полохрум                                     | Polochrum repandum             | Рідкісний               | Членистоногі    |
| 232   | Сапсан                                              | Falco peregrinus               | Рідкісний               | Хордові         |
| 233   | Сатир евксинський                                   | Pseudochazara euxina           | Рідкісний               | Членистоногі    |
| 234   | Сатир залізний                                      | Hipparchia statilinus          | Рідкісний               | Членистоногі    |
| 235   | Сатурнія велика                                     | Saturnia pyri                  | Вразливий               | Членистоногі    |
| 236   | Сатурнія мала                                       | Eudia pavonia                  | Рідкісний               | Членистоногі    |
| 237   | Сатурнія середня                                    | Eudia spini                    | Зникаючий               | Членистоногі    |
| 238   | Севрюга звичайна                                    | Acipenser stellatus            | Вразливий               | Хордові         |
| 239   | Сиворакша                                           | Coracias garrulus              | Зникаючий               | Хордові         |
| 240   | Синявець Бавій                                      | Pseudophilotes bavius          | Вразливий               | Членистоногі    |
| 241   | Синявець Буадюваля (синявець ероїдес)               | Polyommatus boisduvalii        | Зникаючий               | Членистоногі    |
| 242   | Синявець Пилаон                                     | Plebeius pylaon                | Вразливий               | Членистоногі    |
| 243   | Сип білоголовий                                     | Gyps fulvus                    | Вразливий               | Хордові         |
| 244   | Сипуха                                              | Tyto alba                      | Зникаючий               | Хордові         |
| 245   | Сич волохатий                                       | Aegolius funereus              | Рідкісний               | Хордові         |
| 246   | Скарабей священний                                  | Scarabaeus sacer               | Зникаючий               | Членистоногі    |
| 247   | Скеляр строкатий                                    | Monticola saxatilis            | Рідкісний               | Хордові         |
| 248   | Сколія односмугова                                  | Scolia galbula                 | Вразливий               | Членистоногі    |
| 249   | Сколія-гігант                                       | Megascolia maculata            | Неоцінений              | Членистоногі    |
| 250   | Скопа                                               | Pandion haliaetus              | Зникаючий               | Хордові         |
| 251   | Скорпіон кримський                                  | Euscorpius tauricus            | Рідкісний               | Членистоногі    |
| 252   | Слимак великий строкатий                            | Helix lucorum                  | Неоцінений              | Молюски         |
| 253   | Слимакоїд кримський, турун кримський                | Carabus scabrosus tauricus     | Вразливий               | Членистоногі    |
| 254   | Сліпачок звичайний                                  | Ellobius talpinus              | Зникаючий               | Хордові         |
| 255   | Совка                                               | Otus scops                     | Рідкісний               | Хордові         |
| 256   | Совка Гайварда                                      | Divaena haywardi               | Рідкісний               | Членистоногі    |
| 257   | Совка розкішна                                      | Staurophora celsia             | Рідкісний               | Членистоногі    |
| 258   | Совка сокиркова                                     | Periphanes delphinii           | Вразливий               | Членистоногі    |
| 259   | Совка трейчке                                       | Periphanes treitschkei         | Рідкісний               | Членистоногі    |
| 260   | Сольпуга звичайна                                   | Galeodes araneoides            | Рідкісний               | Членистоногі    |
| 261   | Сонцевик фау-біле                                   | Nymphalis vaualbum             | Неоцінений              | Членистоногі    |
| 262   | Сорокопуд червоноголовий                            | Lanius senator                 | Рідкісний               | Хордові         |
| 263   | Спеодіаптомус Бірштейна                             | Speodiaptomus birsteini        | Недостатньо відомий     | Членистоногі    |
| 264   | Ставковик потовщений                                | Lymnaea pachyta                | Рідкісний               | Молюски         |
| 265   | Стафілін волохатий                                  | Emus hirtus                    | Рідкісний               | Членистоногі    |
| 266   | Стафілін Плігінського                               | Tasgius pliginskii             | Вразливий               | Членистоногі    |
| 267   | Стеліс кільчастий                                   | Stelis annulata                | Рідкісний               | Членистоногі    |
| 268   | Стерв'ятник                                         | Neophron percnopterus          | Зникаючий               | Хордові         |
| 269   | Стиз двокрапковий                                   | Stizus bipunctatus             | Рідкісний               | Членистоногі    |
| 270   | Стиз смугастий                                      | Stizus fasciatus               | Рідкісний               | Членистоногі    |
| 271   | Стизоїд тризубий                                    | Stizoides tridentatus          | Рідкісний               | Членистоногі    |
| 272   | Стрибун Бессера                                     | Cephalota besseri              | Рідкісний               | Членистоногі    |
| 273   | Стрічкарка блакитна                                 | Catocala fraxini               | Вразливий               | Членистоногі    |
| 274   | Стрічкарка велика червона                           | Catocala dilecta               | Рідкісний               | Членистоногі    |
| 275   | Стрічкарка диз'юнктивна                             | Catocala disjuncta             | Рідкісний               | Членистоногі    |
| 276   | Стрічкарка орденська малинова                       | Catocala sponsa                | Рідкісний               | Членистоногі    |
| 277   | Стрічкарка червоно-жовта                            | Catocala diversa               | Рідкісний               | Членистоногі    |
| 278   | Сфекс жовтокрилий                                   | Sphex flavipennis              | Рідкісний               | Членистоногі    |
| 279   | Сфекс рудуватий                                     | Sphex funerarius               | Неоцінений              | Членистоногі    |
| 280   | Танімастикс ставковий                               | Tanymastix stagnalis           | Вразливий               | Членистоногі    |
| 281   | Томарес каллімах                                    | Tomares callimachus            | Вразливий               | Членистоногі    |
| 282   | Томарес Ногеля                                      | Tomares nogelii                | Вразливий               | Членистоногі    |
| 283   | Трахуза опушена                                     | Trachusa pubescens             | Рідкісний               | Членистоногі    |
| 284   | Тригла жовта, морський півень жовтий                | Chelidonichthys lucerna        | Рідкісний               | Хордові         |
| 285   | Тритон Кареліна                                     | Triturus karelinii             | Вразливий               | Хордові         |
| 286   | Трифіза Фрина                                       | Triphysa phryne                | Вразливий               | Членистоногі    |
| 287   | Трохета Биковського                                 | Trocheta bykowskii             | Вразливий               | Кільчасті черви |
| 288   | Трохета потайна                                     | Trocheta subviridis            | Зникаючий               | Кільчасті черви |
| 289   | Трьохперка чорноголова                              | Tripterygion tripteronotus     | Вразливий               | Хордові         |
| 290   | Турун бесарабський                                  | Carabus bessarabicus           | Вразливий               | Членистоногі    |
| 291   | Турун печерний Дублянського                         | Taurocimmerites dublanskii     | Рідкісний               | Членистоногі    |
| 292   | Турун угорський                                     | Carabus hungaricus             | Вразливий               | Членистоногі    |
| 293   | Турун Щеглова                                       | Carabus stscheglowi            | Рідкісний               | Членистоногі    |
| 294   | Тхір степовий                                       | Mustela eversmanni             | Зникаючий               | Хордові         |
| 295   | Тюлень-монах                                        | Monachus monachus              | Зниклий                 | Хордові         |
| 296   | Умбріна світла, горбань світлий                     | Umbrina cirrosa                | Рідкісний               | Хордові         |
| 297   | Устриця їстівна                                     | Ostrea edulis                  | Вразливий               | Молюски         |
| 298   | Хом'як звичайний                                    | Cricetus cricetus              | Неоцінений              | Хордові         |
| 299   | Хом'ячок сірий                                      | Cricetulus migratorius         | Недостатньо відомий     | Хордові         |
| 300   | Хохітва                                             | Tetrax tetrax                  | Зникаючий               | Хордові         |
| 301   | Хроміс звичайний, морська ластівка                  | Chromis chromis                | Неоцінений              | Хордові         |
| 302   | Цвіркун візантійський                               | Pseudomogoplistes buzantius    | Вразливий               | Членистоногі    |
| 303   | Целонітес абревіатус кримський                      | Celonites abbreviatus tauricus | Вразливий               | Членистоногі    |
| 304   | Церцеріс горбкувата                                 | Cerceris tuberculata           | Рідкісний               | Членистоногі    |
| 305   | Цефус Загайкевича                                   | Cephus zahaikevitshi           | Вразливий               | Членистоногі    |
| 306   | Чапля жовта                                         | Ardeola ralloides              | Рідкісний               | Хордові         |
| 307   | Чекініола пластисцелідина                           | Cecchiniola platyscelidina     | Зникаючий               | Членистоногі    |
| 308   | Чернь білоока                                       | Aythya nyroca                  | Вразливий               | Хордові         |
| 309   | Чернь червонодзьоба                                 | Netta rufina                   | Рідкісний               | Хордові         |
| 310   | Чоботар (шилодзьобка)                               | Recurvirostra avosetta         | Рідкісний               | Хордові         |
| 311   | Чорнушка Фегея                                      | Proterebia afra                | Вразливий               | Членистоногі    |
| 312   | Шемая азовська                                      | Alburnus leobergi              | Вразливий               | Хордові         |
| 313   | Шемая кримська                                      | Alburnus mentoides             | Зникаючий               | Хордові         |
| 314   | Широковух європейський                              | Barbastella barbastellus       | Зникаючий               | Хордові         |
| 315   | Шовкопряд Балліона                                  | Lemonia ballioni               | Рідкісний               | Членистоногі    |
| 316   | Шпак рожевий                                        | Sturnus roseus                 | Рідкісний               | Хордові         |